# Malhotice
Malhotice település Csehországban, Přerovi járásban. Malhotice Horní Těšice, Ústí, Všechovice, Opatovice, Rouské és Býškovice településekkel határos. Lakosainak száma 359 fő (2024. január 1.).

## Népesség
A település lakosságának változását az alábbi diagram mutatja:
| Lakosok száma | 535  | 473  | 455  | 438  | 406  | 359  | 361  | 367  | 352  | 359  |
|               | 1869 | 1900 | 1921 | 1961 | 1980 | 2011 | 2016 | 2019 | 2021 | 2024 |